# Saint-Sulpice-de-Favières
Saint-Sulpice-de-Favières település Franciaországban, Essonne megyében. Lakosainak száma 271 fő (2022. január 1.). Saint-Sulpice-de-Favières Saint-Yon, Chauffour-lès-Étréchy, Boissy-sous-Saint-Yon, Breux-Jouy, Étréchy, Mauchamps és Souzy-la-Briche községekkel határos.

## Népesség
A település népessége az elmúlt években az alábbi módon változott:
| Lakosok száma | 326  | 317  | 310  | 294  | 286  | 278  | 268  | 270  | 271  |
|               | 2013 | 2015 | 2016 | 2017 | 2018 | 2019 | 2020 | 2021 | 2022 |